# 劉銑 (南朝)
南豐王劉銑（5世紀—478年1月12日），彭城郡彭城縣人，劉宋長沙景王劉道鄰之曾孫，長沙成王劉義欣之孫，劉韞第二子，南豐哀王劉朗繼子。

## 生平
劉宋泰始二年（466年），南豐王劉歆因生父劉祗伏誅而被削爵還本。泰始三年（467年），劉銑出繼南豐哀王劉朗，襲封南豐縣王，食邑千戶。劉銑官至祕書郎。
昇明元年十二月壬申（478年1月12日），劉銑的生父中領軍劉韞图谋推翻权臣錄尚書事蕭道成，被其誅殺，劉銑一并遇害。